# 茵列鱧
茵列鱧為輻鰭魚綱鱸形目鱧科的其中一種，分布於亞洲緬甸撣邦的淡水流域，本魚背部黑紫色，下半部暗灰色且具黑色斜紋，背鰭軟條34-38枚，臀鰭軟條23-26枚，體長可達18.5公分，棲息在中底層水域，屬肉食性，可作為觀賞魚。

## 擴展閱讀
維基物種上的相關：茵列鱧
1. ↑  Kullander, S.O. . The IUCN Red List of Threatened Species. 2011, 2011: e.T180819A7652518  [20 November 2021]. doi:10.2305/IUCN.UK.2011-1.RLTS.T180819A7652518.en .